# Gymnostomum spirale
Gymnostomum spirale là một loài rêu trong họ Pottiaceae. Loài này được Hartm. mô tả khoa học đầu tiên năm 1838.
Danh pháp khoa học của loài này chưa được làm sáng tỏ. 